# Stazzona
Pour les articles homonymes, voir Stazzona (homonymie).
 (février 2015).
Stazzona est une commune française située dans la circonscription départementale de la Haute-Corse et le territoire de la collectivité de Corse. Le village appartient à la piève d'Orezza, en Castagniccia.

## Géographie

### Situation
Stazzona se situe dans la pieve d'Orezza, au cœur de la microrégion de la Castagniccia, dans le parc naturel régional de Corse auquel elle a adhéré, dans son « territoire de vie » nommé Castagniccia.

## Urbanisme

### Typologie
Au 1er janvier 2024, Stazzona est catégorisée commune rurale à habitat très dispersé, selon la nouvelle grille communale de densité à sept niveaux définie par l'Insee en 2022.
Elle est située hors unité urbaine. Par ailleurs la commune fait partie de l'aire d'attraction de Bastia, dont elle est une commune de la couronne,. Cette aire, qui regroupe 93 communes, est catégorisée dans les aires de 50 000 à moins de 200 000 habitants,.

### Occupation des sols
L'occupation des sols de la commune, telle qu'elle ressort de la base de données européenne d’occupation biophysique des sols Corine Land Cover (CLC), est marquée par l'importance des forêts et milieux semi-naturels (90,7 % en 2018), une proportion identique à celle de 1990 (90,7 %). La répartition détaillée en 2018 est la suivante : 
forêts (90,7 %), zones agricoles hétérogènes (9,3 %). L'évolution de l’occupation des sols de la commune et de ses infrastructures peut être observée sur les différentes représentations cartographiques du territoire : la carte de Cassini (XVIIIe siècle), la carte d'état-major (1820-1866) et les cartes ou photos aériennes de l'IGN pour la période actuelle (1950 à aujourd'hui).

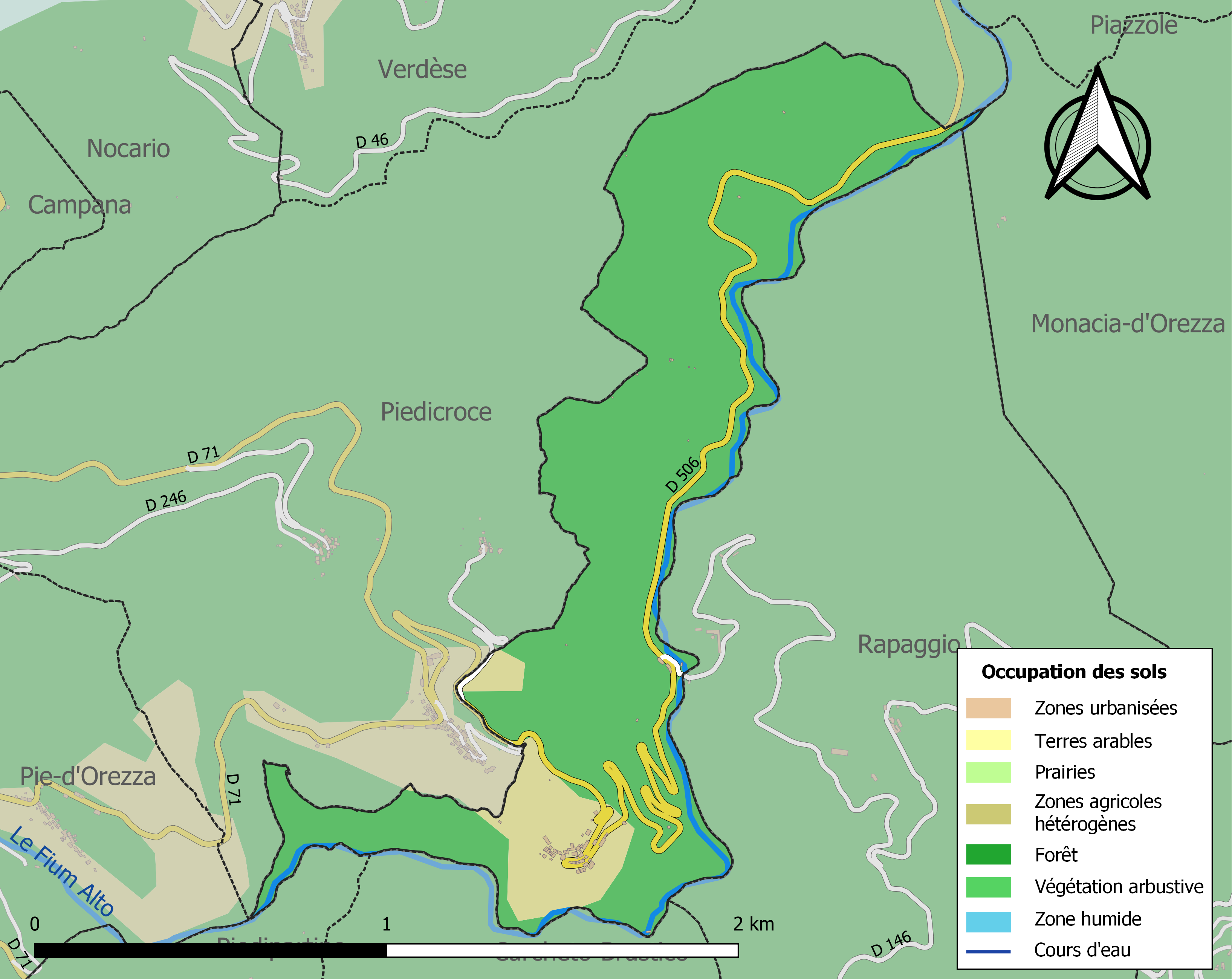
Carte des infrastructures et de l'occupation des sols de la commune en 2018 (CLC).

## Toponymie
« A Stazzona » signifie la forge. Aujourd’hui marqué par l’exode rural, c’était autrefois le plus grand centre de fabrication d’armes de l’île.

## Histoire
Le bourg de Stazzona, aujourd'hui habité par seulement 14 foyers, appelé à la grande époque des bains "Le petit Paris" était équipé de plusieurs hôtels, commerces, services de transports, casino et autres commodités. Pour compléter le manque d'établissements hôteliers et de restauration, la grande majorité des habitants, avaient devancé les "Bed and Breakfast" en mettant à disposition des curistes d'Orezza leurs chambres et salles de séjour pour eux-mêmes intégrer les caves ou les greniers.

### Les différents hôtels

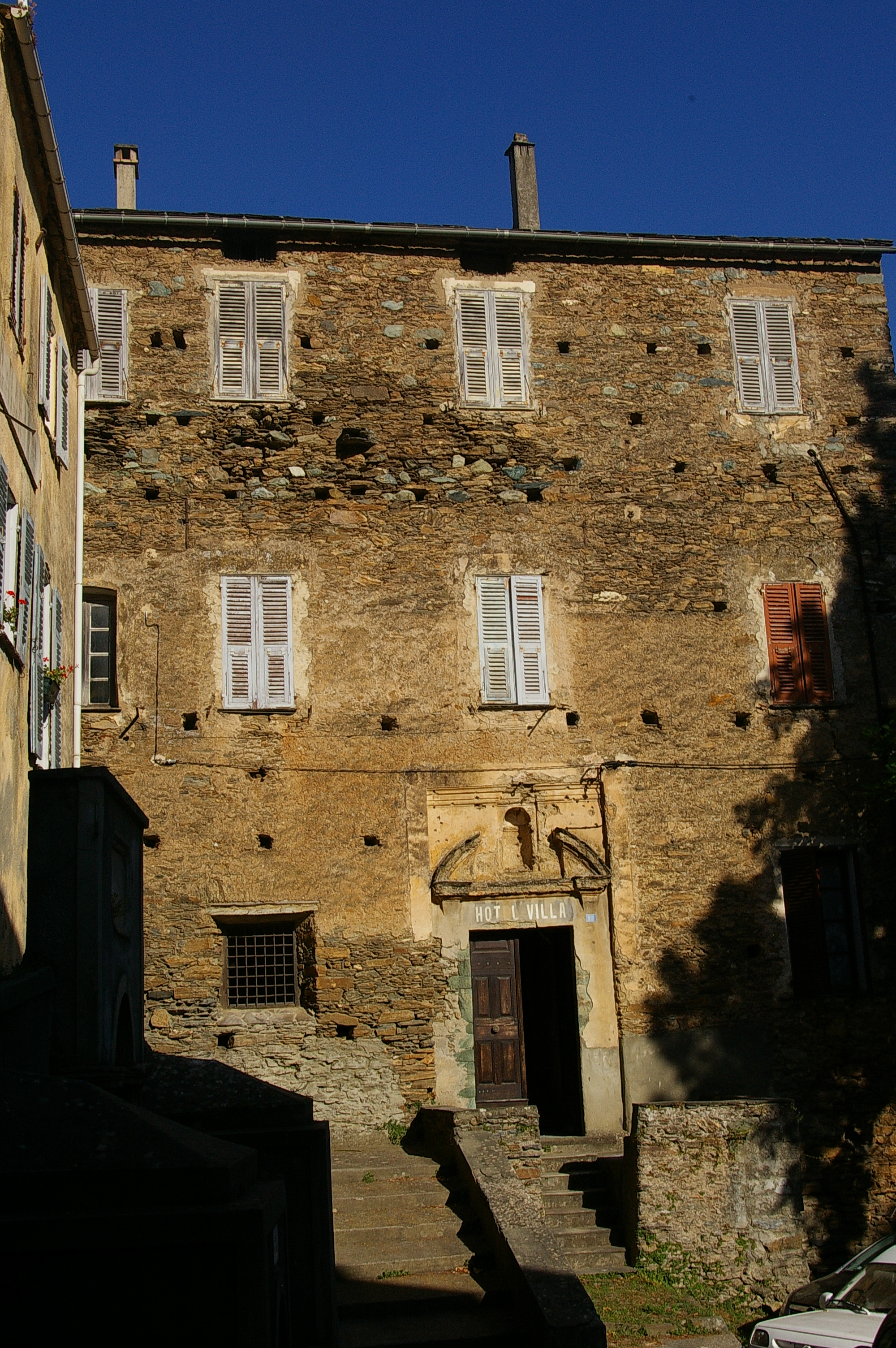
Ex-hôtel Villa.

- Hôtel Alitti : le plus grand du bourg et le plus luxueux, appartenant à l'enseigne Paris Lyon Méditerranée (PLM) est situé à l'extrémité de la grande rue et surplombant l'ensemble des rues (quelques peintures murales en trompe-l'œil sont encore visibles sur la maison). Les propriétaires actuels ont conservé la cuisine et quelques espaces communs (salle de restauration et salons) comme à l'époque des bains.
- Hôtel Filippini : la situation est unique sur la grande place à l'entrée du village. Des écuries-remises et WC perfectionnés, guides et chevaux pour l'excursion de San Pietro, cuisine soignée, chambres confortables, ouvert toute l'année en font sa réputation selon le guide Conty (1910)
- Hôtel Villa : avec un service de cars privé tenu par le frère Jean Paul Villa appelé "La Ligne" assurant alternativement avec le service de cars François Marchaelli de Piedicroce la liaison Piedicroce-Bastia et le service Postal.
- Hôtel Casanova - Biaggini : tenu par trois sœurs et assurant un service de taxis.
- Villa Granajola : située sur la commune de Rapaggio, face au bourg de Stazzona, dominant les deux sources d'Orezza (supérieure et inférieure) était une propriété du Docteur Manfredi, médecin des eaux dont le cabinet se situait à l'endroit de la boutique actuelle de la source d'Orezza. L'importance de cette villa, ayant dans son enceinte une chapelle, peut laisser croire à un grand hôtel pouvant accueillir de nombreux curistes. Il n'eut pas cette fonction malgré peut-être quelques tentatives n'ayant pas abouti.

### Le Casino
Un casino aux jeux est situé dans un grand bâtiment où nous devinons encore des trompe-l'œil représentant des colonnes.

### Les différents commerces et artisans
- Épicerie-bar, vin au détail
- Boucherie : un lieu d'entrepôt et de vente de la viande
- Station d'essence avec deux pompes située près de l'Hôtel Villa tenue par monsieur Jean Paul Villa, en complément de la ligne de cars Piedicroce-Bastia.
- Ancien apothicaire, Maison de notable de la Famille Pietri de vingt pièces habitables sur quatre étages côté jardin situé à l'entrée du bourg en direction de la source d'Orezza avec un four à pain et une fabrique de bougies au grenier pour l'usage domestique et religieux. Dans les pièces du rez-de-chaussée, dont les plafonds sont ornés de peintures génoises, avec des colonnes de même style, il reste l'ameublement de la pharmacie. Dans les pièces des étages, des plafonds décorés aux motifs floraux ou de l'ère industrielle (chemins de fer, bateau à vapeur…). Par la suite la pharmacie disparut[6].
- Coutellerie : Stazzona a eu une grande réputation à l'époque contemporaine de Pascal Paoli, pour la fabrique d'armes et de couteaux, grâce à l'existence de forges.

### Les différents services publics
- le lavoir municipal en bas de la place de l'hôtel Villa et Fillipini
- l'école face à l'hôtel VILLA
- plusieurs fours à pain construits chacun pour servir le groupe de maisons
- moulins
- station de taxis
- maison de famille du juge de paix Pietri (avec possession d'un coffre) haute de trois étages située à la sortie de Stazzona avant la villa Saint-Michel.
- deux cimetières

## Politique et administration
| Période                                  | Période  | Identité          | Étiquette | Qualité  |
| ---------------------------------------- | -------- | ----------------- | --------- | -------- |
| Les données manquantes sont à compléter. |          |                   |           |          |
| mars 2001                                | 2008     | François Raffalli | UDF       |          |
| mars 2008                                | En cours | Francis Raffalli  | DVD       | Retraité |

## Démographie
L'évolution du nombre d'habitants est connue à travers les recensements de la population effectués dans la commune depuis 1800. Pour les communes de moins de 10 000 habitants, une enquête de recensement portant sur toute la population est réalisée tous les cinq ans, les populations de référence des années intermédiaires étant quant à elles estimées par interpolation ou extrapolation. Pour la commune, le premier recensement exhaustif entrant dans le cadre du nouveau dispositif a été réalisé en 2004.

En 2022, la commune comptait 34 habitants, en évolution de −19,05 % par rapport à 2016 (Haute-Corse : +5,15 %, France hors Mayotte : +2,11 %).
| 1800 | 1806 | 1821 | 1831 | 1836 | 1841 | 1846 | 1851 | 1856 |
| ---- | ---- | ---- | ---- | ---- | ---- | ---- | ---- | ---- |
| 199  | 212  | 182  | 188  | 204  | 188  | 205  | 196  | 225  |

| 1861 | 1866 | 1872 | 1876 | 1881 | 1886 | 1891 | 1896 | 1901 |
| ---- | ---- | ---- | ---- | ---- | ---- | ---- | ---- | ---- |
| 205  | 217  | 215  | 222  | 222  | 189  | 185  | 174  | 192  |

| 1906 | 1911 | 1921 | 1926 | 1931 | 1936 | 1946 | 1954 | 1962 |
| ---- | ---- | ---- | ---- | ---- | ---- | ---- | ---- | ---- |
| 199  | 178  | 138  | 129  | 141  | 156  | 150  | 104  | 82   |

| 1968 | 1975 | 1982 | 1990 | 1999 | 2004 | 2006 | 2009 | 2014 |
| ---- | ---- | ---- | ---- | ---- | ---- | ---- | ---- | ---- |
| 82   | 57   | 50   | 35   | 33   | 35   | 36   | 41   | 39   |

| 2019 | 2022 | - | - | - | - | - | - | - |
| ---- | ---- | - | - | - | - | - | - | - |
| 34   | 34   | - | - | - | - | - | - | - |

## Lieux et monuments
- Église de l'Annonciation. Elle est inscrite à l'Inventaire général du patrimoine culturel[11].
- Fontaine avec vasques édifiée en hommage au marquis de Marbeuf

## Proverbes et citations de la commune
« Hè megliu pane è cipolla in Moriani chè una mensa in la traditora Stazzona. »
Traduction : Il vaut mieux du pain et de l’oignon à Moriani qu’una table servie à Stazzona, la traîtresse.
« Razza orezzinca guastarazza! » 
Traduction : Race Orezzinca, Race à part !